# Hrvatsko-slovenska liga (1939/1940)
Sezon 1939/1940 był pierwszym oficjalnym sezonem rozgrywek piłkarskich w zjednoczonej lidze chorwackiej-słoweńskiej. Rozgrywki rozpoczęły się 2 maja, a zakończyły się 17 czerwca 1940 roku. Mistrzem ligi została drużyna Građanski Zagrzeb. O mistrzostwo walczyło 11 drużyn. Slavija Varaždin i NK Građanski Bjelovar musiały w eliminacjach walczyć o udział w lidze.
Varaždin, 13 sierpnia 1939:
Slavija Varaždin – Građanski Bjelovar 5:1
Bjelovar, 20 sierpnia 1939:
Građanski Bjelovar – Slavija Varaždin 2:3

## Tabela końcowa
| Poz. | Drużyna                | Mecze | Zwycięstwa | Remisy | Porażki | Zdobyte bramki | Stracone bramki | +/- | Pkt |
| ---- | ---------------------- | ----- | ---------- | ------ | ------- | -------------- | --------------- | --- | --- |
| 1    | Građanski Zagrzeb      | 18    | 16         | 1      | 1       | 91             | 6               | +85 | 33  |
| 2    | HAŠK Zagrzeb           | 18    | 11         | 2      | 5       | 39             | 39              | 0   | 24  |
| 3    | Hajduk Split           | 18    | 10         | 2      | 6       | 47             | 29              | +16 | 22  |
| 4    | HŠK Concordia Zagrzeb  | 18    | 9          | 1      | 8       | 41             | 38              | +3  | 19  |
| 5    | SAŠK Sarajewo          | 18    | 8          | 2      | 8       | 30             | 40              | -10 | 18  |
| 6    | Slavija Osijek         | 18    | 6          | 4      | 8       | 33             | 43              | -10 | 16  |
| 7    | RNK Split              | 18    | 6          | 3      | 9       | 25             | 41              | -16 | 15  |
| 8    | Slavija Varaždin       | 18    | 5          | 2      | 11      | 27             | 40              | -13 | 12  |
| 9    | NK Bačka 1901 Subotica | 18    | 5          | 2      | 11      | 23             | 48              | -25 | 12  |
| 9    | NK Ljubljana           | 18    | 3          | 3      | 12      | 31             | 66              | -35 | 9   |